# Мирджалили, Сейедмахди
Сейедмахди Мирджалили (род. 5 июля 1999) — иранский игрок в пляжный футбол, вратарь. Выступает за сборную Ирана. Участник чемпионата мира 2024 года.

## Биография
Первым крупным турниром Мирджалили в составе сборной Ирана по пляжному футболу стал Кубок Азии 2023 года в Таиланде, где иранцы стали чемпионами, а сам Мирджалили был признан лучшим вратарём. На следующем турнире — Кубке наций в Санкт-Петербурге в 2023 году, Мирджалили также был отмечен призом лучшего вратаря.
В феврале 2024 года главный тренер иранской сборной Али Надери включил Сейедмахди Мирджалили в заявку команды на чемпионат мира в ОАЭ, где команда заняла третье место.
На клубом уровне играл за «Могхавемат Гользапуш». Летом 2023 года защищал цвета самарских «Крыльев Советов». Покинул команду ещё до заключительного этапа чемпионата России, где «Крылья» заняли 7-е место.
Генеральный директор «Крыльев» Никита Сафронов так описывал иранского спортсмена: «Сейедмехди — один из лучших в мире вратарей по игре ногами. В пляжном футболе вратарь не только отбивает мячи, летящие в „рамку“, он все время участвует в игре, через него идут все комбинации, он сам может пробить и забить. И все это у Сейедмехди на высшем уровне. И при этом он не хуже других вратарей играет „на ленточке“».

## Достижения
Сборная Ирана
- Бронзовый призёр чемпионата мира: 2024
- Победитель Кубка Азии: 2023
- Финалист Кубка Наций: 2023

Индивидуальные
- Лучший вратарь Кубка Азии: 2023[1]
- Лучший вратарь Кубка Наций: 2023[2]